# Piero Manzoni
Piero Manzoni (født 13. juli 1933, død 6. februar 1963) var en italiensk kunstner, som var bedst kendt for sin ironisk konceptuelle kunst.
Manzoni begyndte som maler; han komponerede musik og han udførte skulptur. Mest kendt er han for en række kunstværker, der sætter spørgsmålstegn ved selve kunstbegrebet. Hans arbejder er udført i utraditionelle materialer, såsom kaninskind, balloner eller menneskelige ekskrementer for at forbinde dem med det menneskelige eller det fysiske univers og for at realisere autentiske og universelle værdier. Dette kom til udtryk i værker som skulpturen i form af en oppustet ballon med kunstnerens ånde (Fiato d'artista, 1960), en udstilling af levende mennesker (1961) og konserveringen af kunstnerens personlige afføring på 90 dåser (Merde d'artiste, 1961, som alt sammen blev udstillet på Randers Kunstmuseum og Herning Kunstmuseum). 
Merde d'artiste blev i 30 grams forpakninger solgt til den på salgstidspunktet gældende guldkurs. Den 23. maj 2007 blev en af dåserne solgt på det amerikansk-britiske auktionshus Sotheby's for 124.000 euro. Værkerne ligger i forlængelse af Manzonis besættelse (eller optagethed) af grænserne for det fysiske udtryk. Det lykkedes samtidig Manzoni at parodiere (dele af) verdensopinionens besættelse eller optagethed af kunst som en permanent gestalt, som skal bevares.
Et andet centralt værk er Socle du Monde (1961) (Herning Kunstmuseum), som i 2009 blev udlånt til Gagosian Gallery, New York. Helt i Manzonis ånd: Verdens sokkel blev flyttet. 
Manzonis arbejde er i vidt omfang blevet opfattet som en kritik af masseproduktionen og forbrugerismen, som ændrede det italienske samfund efter Anden Verdenskrig.
I Danmark har man i vurderingen af Manzonis kunst i højere grad lagt vægt på kunstkritikken. Hans kunst har sammen med Bjørn Nørgaards kunst givet kraft til den type af kunstkritik, som i Danmark er kendt som Rindalisme.

## Eksterne kilder
1. ↑  Artist's Shit – The Art and Popular Culture Encyclopedia
2. ↑  Kulturplakaten "Piero Manzoni udlånes til New York" (Webside ikke længere tilgængelig)